# Monodelphis osgoodi
Monodelphis osgoodi é uma espécie de marsupial da família Didelphidae. Pode ser encontrada na Bolívia e no Peru.